# Trinkets
Trinkets – amerykański internetowy serial (dramat młodzieżowy), który jest luźną adaptacją powieści o tym samym tytule autorstwa Kirsten "Kiwi" Smith. Wszystkie 10 odcinków pierwszego sezonu zostało udostępnionych 14 czerwca 2019 roku na platformie Netflix. Natomiast drugi finałowy sezon miał premierę 25 sierpnia 2020 roku.

## Fabuła
Elodie, Moe i Tabitha zaprzyjaźniają się na spotkaniu anonimowych złodziei sklepowych. Bohaterki mają różne osobowości i utrzymują swoją przyjaźń w tajemnicy. Elodie jest introwertykiem, Moe preferuje styl punkowy, a Tabitha pochodzi z zamożnej rodziny. Tworzą głęboką więź po tym, jak dowiadują się, że wszystkie mają ten sam problem.

## Obsada

### Główna
- Brianna Hildebrand jako Elodie Davis
- Kiana Madeira jako Moe Truax
- Quintessa Swindell jako Tabitha Foster
- Brandon Butler jako Brady Finch
- Odiseas Georgiadis jako Noah Simos
- Larry Sullivan jako Doug Davis
- Dana Green jako Jenna

### Role drugoplanowe
- Henry Zaga jako Luca Novak
- Parker Hall jako Spencer
- Jessica Lynn Skinner jako Kayla Landis
- October Moore jako Vicky Truax
- Katrina Cunningham jako Sabine
- Linden Ashby jako Whit Foster
- Joy Bryant jako Lori Foster

## Odcinki

### Sezon 1 (2019)
| #  | Tytuł                  | Reżyseria         | Scenariusz                                      | Premiera w Netflix i Netflix Polska |
| -- | ---------------------- | ----------------- | ----------------------------------------------- | ----------------------------------- |
| 1  | Mirror Faces           | Sara St. Onge     | Amy Andelson, Emily Meyer                       | 14 czerwca 2019                     |
| 2  | Paper Tiger            | Sara St. Onge     | Linda Gase                                      | 14 czerwca 2019                     |
| 3  | P*ssy Palace           | Clare Kilner      | Jess Meyer                                      | 14 czerwca 2019                     |
| 4  | Happy F**king Birthday | Clare Kilner      | Amy Andelson, Emily Meyer                       | 14 czerwca 2019                     |
| 5  | Big Mistake            | Sherwin Shilati   | Matt Shire                                      | 14 czerwca 2019                     |
| 6  | Rearview Mirror        | Sherwin Shilati   | Stephanie Coggins                               | 14 czerwca 2019                     |
| 7  | Truth Serum            | Hannah Macpherson | Jess Meyer, Kirsten "Kiwi" Smith                | 14 czerwca 2019                     |
| 8  | Monday I'm in Love     | Hannah Macpherson | Amy Andelson, Emily Meyer                       | 14 czerwca 2019                     |
| 9  | Night Market           | Sara St. Onge     | Linda Gase                                      | 14 czerwca 2019                     |
| 10 | The Great Escape       | Sara St. Onge     | Amy Andelson, Emily Meyer, Kirsten "Kiwi" Smith | 14 czerwca 2019                     |